# タイモン・ドッグ
タイモン・ドッグ（Tymon Dogg、出生名:ステファン・ジョン・マーレイ (Stephen John Murray)、1950年 - ）は、イギリスのシンガーソングライターであり、ピアノ、ヴァイオリン、ギター、ウード、自作のハープなど多彩な楽器をこなす演奏家である。自身の音楽活動だけでなく、ザ・クラッシュや後にザ・メスカレロスでジョー・ストラマーと共演している。まだ10代で「タイモン」の偽名で過ごしていた1960年代後半に、ビートルズやムーディー・ブルースといった有力ミュージシャンによって見出された。

## 初期 - タイモン
ステファン・マーレイの音楽遍歴は、14歳の時にハーモニカとギターでボブ・ディランやドノヴァンのカヴァーをリヴァプールのペパーミント・ラウンジや、有名なキャヴァーン・クラブで演奏していたことから始まる。学校では物静かだった彼は、ミュージシャンと学生の区別をつけるため「タイモン」という偽名を使うことを覚えた。
スペンサー・リー（現在はBBCマージーサイドのDJ）は1965年にタイモンと出会い、この若きミュージシャンに曲作りを勧めた。彼は地元でのプロモーターになり、ライブ出演の手配、レコード会社へのデモテープ発送などを手伝った。
1968年のある日、サウスポートの印刷所で働いていたタイモンはリーからの電話を受けた。リーはタイモンにロンドンのパイ・レコードを訪れるために休みが取れるか聞いた。バンドリーダーでパイの経営陣の一人、キリル・ステープルトンがタイモンとの契約に興味を示しているというのだ。パイは彼がヒットシングルを出すことを確信し、1年分の賃金に相当する前金を与えた。しかし、この商業的プレッシャーは若き音楽家には圧倒的にのしかかった。
タイモンはすぐにリヴァプールを離れ、ロンドンでアレンジャー兼プロデューサーのジェリー・マーティンと曲作りを始めた。マーティンはカナダのポップ・シンガーで、イングランドでプロデューサーになることを目論んでいた。タイモンの最初のシングル「ザ・ビター・ソウツ・オブ・リトル・ジェーン」は1968年1月にリリースされた。この曲にはレッド・ツェッペリンのジョン・ポール・ジョーンズがベースで、ジミー・ペイジがリード・ギターで参加していた。マーティンはレコードの発売直前にクビになり、レコードはパイによりささやかに宣伝された。
ピーター・アッシャー（元ピーター&ゴードン）がタイモンに興味を持ったのはこの頃である。アッシャーはアップル・レコード・レーベル最初のタレントを探す役割を負っており、アメリカのシンガーソングライター、ジェームス・テイラーと契約をすませ、新たな興味深い才能を探していたのである。ポール・マッカートニーはタイモンの「ザ・ビター・ソウツ・オブ・リトル・ジェーン」を聴き、この曲の新ヴァージョンを制作することを望んだ。マッカートニーは彼のやり方に従えばもっといい曲になることを確信していたが、タイモンはこれを断った。双方の音楽性に対する意見の相違のため、レコーディングは棚上げになった。タイモンはしばらくヨーロッパへバスキング (en:Busking) の旅に出た。
イングランドに帰国すると、BBCのDJデイヴ・シモンズが彼にムーディー・ブルースを紹介した。彼等はタイモンの曲を聴き、自身の新レーベルであるスレッショルド・レコードに彼を欲しがっていた。最初の契約は1969年10月に、タイモンとブリティッシュ・ロック・バンド、トラピーズとの両方とに行われた。2か月後の12月、タイモンとトラピーズはムーディー・ブルースのツアーのサポートを行った。タイモンとムーディー・ブルースはシングル「アンド・ナウ・シー・セズ・シーズ・ヤング」をリリースした。

## 1971年-2000年 - タイモン・ドッグ
1971年、タイモンはジョン・グレアム・メラー（ジョー・ストラマー）と友人になる。彼等は他の数人と、ロンドンのパルマース・グリーン、アッシュグローヴ18番地（ヴォミット・ハイツとして知られる）でフラットを共有した。1971年9月、ヴォミット・ハイツの面々と仲間たちはハレスデン、リドリー・ロード34番地のフラットに引っ越した。
1972年の春、タイモンとメラー（ニューポート・カレッジ・オブ・アートを中退し、5月にロンドンに戻っていた）はロンドン地下鉄で夜通しバスキングを行う。22歳のタイモンと20歳のメラーはグリーン・パーク駅やヨーロッパ中でバスキングをした。この時期、タイモンはメラーに重大な影響を与えた。左利きのメラーに右構えでウクレレのコードを弾くように教え、これが後にザ・クラッシュでギターをかき鳴らすスタイルへと繋がっている。
1972年4月にリドリー・ロード34番地のフラットを追い出され、ロンドンのマイルス・ビルディングにフラットを移した。しばらくはリドリー・ロードの面々も一緒にいたが、そのほとんどは1972年にドーセットのブランドフォード・フォーラムにある農園に移った。
1973年、タイモンは初めてヴァイオリン・ライブを行った。この頃、タイモンは名を「タイモン・ドッグ」に変えた。1974年、彼はロンドンのマイダ・ヒル、チッペンハム・ロード23番地の“ショートライフ”ハウスに何人かと住んでいた。ジョン・メラーもニューポート・アート・スクールを去った後、ここに住んでいる。
1975年と1976年、タイモンはメラー（この時にはジョー・ストラマー）のパブ・ロックバンド、The 101'ersのライブ・サポートを行った。タイモンは101'ersが結成されたチェリー・ピッグ・ドッグ・クラブの常連であり、時々ジャムにヴァイオリンで参加した。ストラマーは結局1976年に101'ersを去り、ザ・クラッシュに加わる。
1976年、タイモンは初のフルレングス・ソロ・アルバム『タイモン・ドッグ』（『アウトロー・ナンバー・ワン』として知られる）を発表。このアルバムはわずか500枚のみプレスされた。このアルバムで彼はピアノ、ヴァイオリン、ギター、ヴィオラ、チェロ、マンドリン、ハーモニカ、グロッケンシュピール、ハーモニウム、ショーム、シンバルといった楽器を一人で演奏した。1977年末、フォーク・パンク・トリオ「ザ・フールズ」をドラムのリチャード・デュダンスキ、ベースのロン・ハーヴェイと結成した。
1980年にザ・クラッシュは4作目のアルバム『サンディニスタ!』を発表。タイモンは「ルーズ・ザ・スキン」を作曲し歌とヴァイオリンも担当しただけではなく、エレクトリック・レディ・スタジオで「ライトニング・ストライクス」にヴァイオリンのオーヴァー・ダブも追加した。『サンディニスタ!』のレコーディング中ミック・ジョーンズはエレン・フォーリーの2作目のアルバム『スピリット・オヴ・セントルイス』の制作もしておりタイモンの書いた3曲がこのLPで使用された。
『サンディニスタ!』レコーディングの最終段階でイングランドのウェセックスに戻り、タイモンとストラマーはブルームズバリー、ギルバートプレイスにジョージア王朝風のスクワットを見つけた。彼等はそこでタイモンの後のパートナー、ヘレン・チェリーと暮らした。
1981年から1982年には、タイモンはイアン・ハンターの『双璧のアウトサイダー』でヴァイオリンを弾き、1982年に自身の2作目のアルバム『バトル・オヴ・ウィルズ』を出している。また彼はクラッシュの『コンバット・ロック』でピアノも弾いている。自身の3作目はストラマーとグリン・ジョーンズのプロデュースで制作されたが、リリースされることは無かった。1984年にはポイゾン・ガールズのEP『プライス・オヴ・グレイン』でヴァイオリンを弾いている。その後、ヘレン・チェリーとフルジヴォアズというデュオを結成し、1987年にアルバム『ニュー・エイジズ・ソングズ』とシングルを発表した。ソロ・アルバムの『リレントネス』も1989年に発表した。

## 2000年 -
タイモンが再び旧友ジョー・ストラマーと組んだのは11年後の2000年である。ストラマーは新しいバンドザ・メスカレロスを結成しており、その年の11月にタイモンは正式メンバーとして加わった。結局およそ2年の間にこのバンドで70以上のライヴをこなした。セカンド・アルバム『グローバル・ア・ゴー・ゴー』ではほとんどの曲の共同制作に携わり、ヴァイオリン、マンドリン、スパニッシュ・ギター、アコースティックギター、エレクトリックギターを多彩な曲で演奏した。
ストラマーは2002年12月22日に死去、スペインのグラナダで2003年8月20日に追悼コンサートが行われた。タイモンはこれにミック・ジョーンズ、リチャード・デュダンスキ、ジェム・ファイナー、トム・ラードナー、ジュリアン・ヘルナンデスと「ジ・アミーゴス」として参加した。
2006年3月、新バンド「The Quikening」を伴ってイングランドを周った。シングル「グアンタナモ」は9月にアナログ12インチでリリースされ、CDは2007年6月にリリースされた。新しいバンドのデビューとともに、ハープ風の弦楽器（彼はこれを「新世界のハープ」もしくは「ピラミッド・ハープ」と呼ぶ）の特許を取った。新バンドのライブ活動は続く一方、タイモンは自身の新しいソロを彼のできる限りの楽器や歌を取り入れて制作した。
40年あまりの音楽業界内外の活動において、タイモンは以下のような非常に多くのミュージシャンとスタジオやステージで一緒に仕事をした：
ジョー・ストラマー、ザ・クラッシュ、ザ・スリッツ、ポール・マッカートニー、ジミー・ペイジ、ジョン・ポール・ジョーンズ、ジェームス・テイラー、ジャスティン・ヘイワード、ザ・メスカレロス、リチャード・ストレンジ、イアン・ハンター、エレン・フォーリー、ザ・ポイゾン・ガールズ、グリン・ジョーンズ、ピーター・アッシャー、ライアム・ジェノッキー、パンディット・ラメシュ・ミスラ、サラ・ドーソン・ミラー、リチャード・デュダンスキ、ロイ・ハーパー、ザ・クランプス、トラピーズ、ネヴィル・ステイプル、ザ・フォール、ストーン・ザ・クロウズ、ローリー・マクロード、チャールズ・ヘイワード、ロル・コックスヒル、DMボブ&ジェム・フィナー、オーフィー・ロビンソン、ヒュー・ホッパー、ロブ・ジョンソン、クレア・ハミル
2008年2月1日には元ザ・クラッシュのミック・ジョーンズのバンドカーボン/シリコンと共演し、様々なメディアに登場した。

## ディスコグラフィ

### ソロ
| 年   | アルバム                                  |
| ---- | ----------------------------------------- |
| 1976 | タイモン・ドッグ                          |
| 1982 | バトル・オヴ・ウィルズ                    |
| 1987 | フルジヴォアズ - ニュー・エイジ・ソングズ |
| 1989 | リレントネス                              |

### ゲスト参加
| 年   | アルバム                       | アーティスト                        | クレジット |
| ---- | ------------------------------ | ----------------------------------- | --- |
| 1980 | サンディニスタ!                | ザ・クラッシュ                      | ボーカル、ヴァイオリン/「ルーズ・ディス・スキン」、「ライトニング・ストライクス」、「ジャンコ・パートナー」             |
| 1981 | 双璧のアウトサイダー           | イアン・ハンター                    | ヴァイオリン |
| 1981 | スピリット・オヴ・セントルイス | エレン・フォーリー                  | ヴァイオリン、作曲/「ビューティフル・ウェイスト・オヴ・タイム」、「ゲーム・オヴ・ア・マン」、「インデストラクティブル」 |
| 1982 | コンバット・ロック             | ザ・クラッシュ                      | ピアノ/「デス・イズ・ア・スター」、「オーヴァーパワード・バイ・ファンク」                                               |
| 1985 | プライス・オヴ・グレイン       | ポイゾン・ガールズ                  | ヴァイオリン/「プライス・オヴ・グレイン&プライス・オヴ・ブラッド」、「ストーンヘンジ1985」                              |
| 1998 | デ・グラナダ・ア・ラ・ルナ     | Various artists                     | ヴァイオリン、ゲストボーカル/ "Casida Del Herido Por El Agua" with Lagartija Nick                                       |
| 2000 | 恨みつらみのロックン・ロール   | イアン・ハンター                    | ヴァイオリン |
| 2001 | グローバル・ア・ゴー・ゴー     | ジョー・ストラマー&ザ・メスカレロス | ヴァイオリン、マンドリン、スパニッシュ・ギター、アコースティックギター、エレクトリックギター                            |
| 2002 | ギヴ・エム・ザ・ブートIII      | Various artists                     | ヴァイオリン、スパニッシュ・ギター                                                                                      |
| 2003 | ストリートコア                 | ジョー・ストラマー&ザ・メスカレロス | ヴァイオリン |
| 2004 | ギヴ・エム・ザ・ブートIV       | Various artists                     | フィドル、ギター |
| 2007 | スクリーミン                   | エル・ドッグハウス                  | ヴァイオリン |